# 이반 마르코비치 (1994년)
이반 마르코비치(세르비아어: Иван Марковић, Ivan Marković, 1994년 6월 20일 ~ )는 세르비아의 축구 선수로, 현재 페르시안 걸프 프로리그 조브 아한 FC에서 뛰고 있다. K리그 등록명은 마르코비치였다. 과거 불가리아 언론으로부터 "세르비아의 네이마르"라는 별명을 얻은 바 있다.